# Ptiloscola lasiocampa
Ptiloscola lasiocampa är en fjärilsart som beskrevs av Felix Bryk 1953. Ptiloscola lasiocampa ingår i släktet Ptiloscola och familjen påfågelsspinnare. Inga underarter finns listade.